# Enterprise Products
Enterprise Products est une entreprise américaine de transport de gaz naturel et de produits pétroliers, basée à Houston au Texas.

## Histoire
En juin 2015, Enterprise Products acquiert EFS Midstream pour 2,15 milliards de dollars .
En janvier 2022, Enterprise Products annonce l'acquisition de Navitas Midstream, présente dans les infrastructures de transports d'hydrocarbure du bassin Permian, pour 3,3 milliards de dollars.